# Quendel-Sandkraut
Das Quendel-Sandkraut (Arenaria serpyllifolia), auch Quendelblättriges Sandkraut oder Thymianblättriges Sandkraut genannt, ist eine Pflanzenart aus der Gattung der Sandkräuter (Arenaria) innerhalb der Familie der Nelkengewächse (Caryophyllaceae).

## Beschreibung

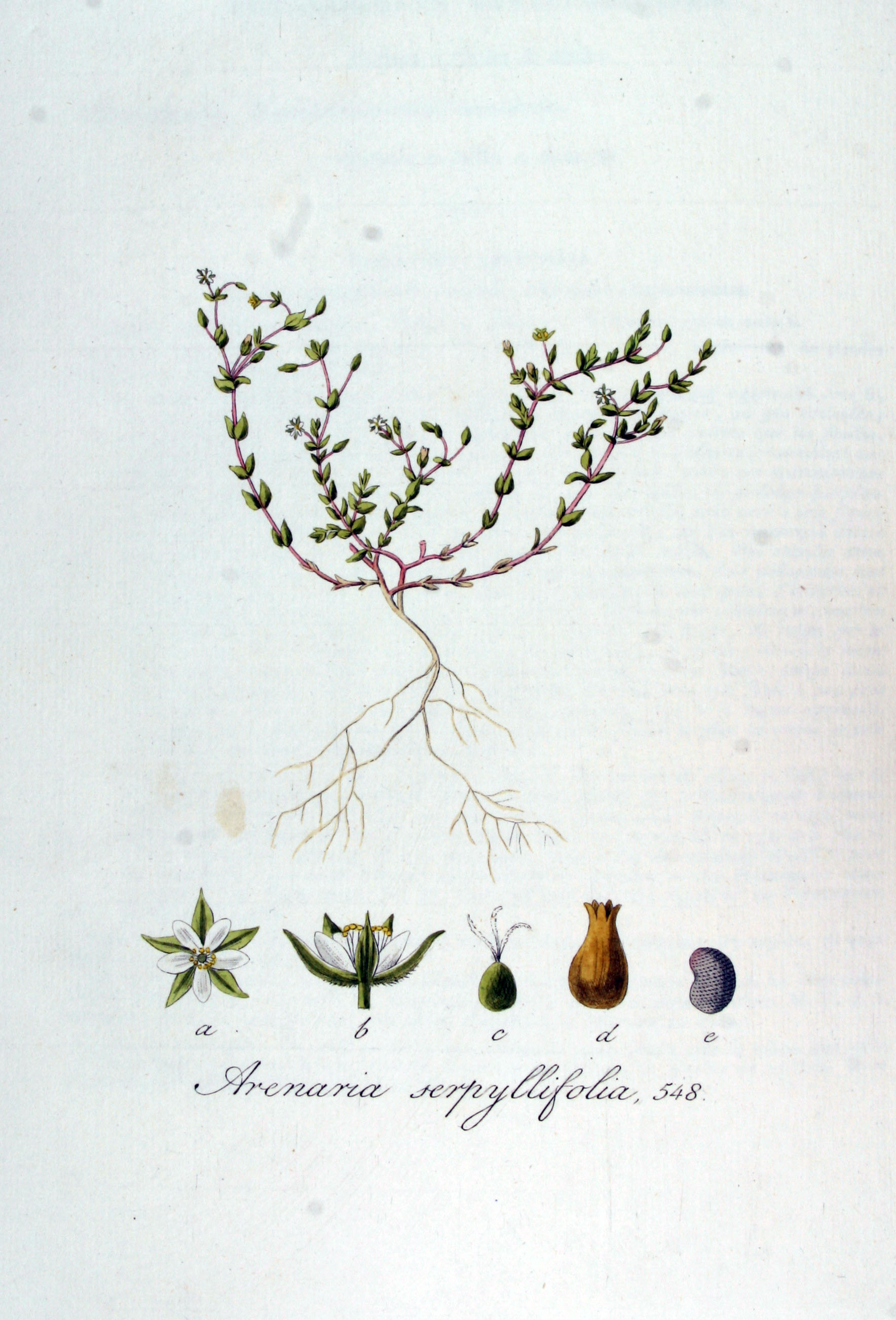
Illustration aus Flora Batava, Band 7

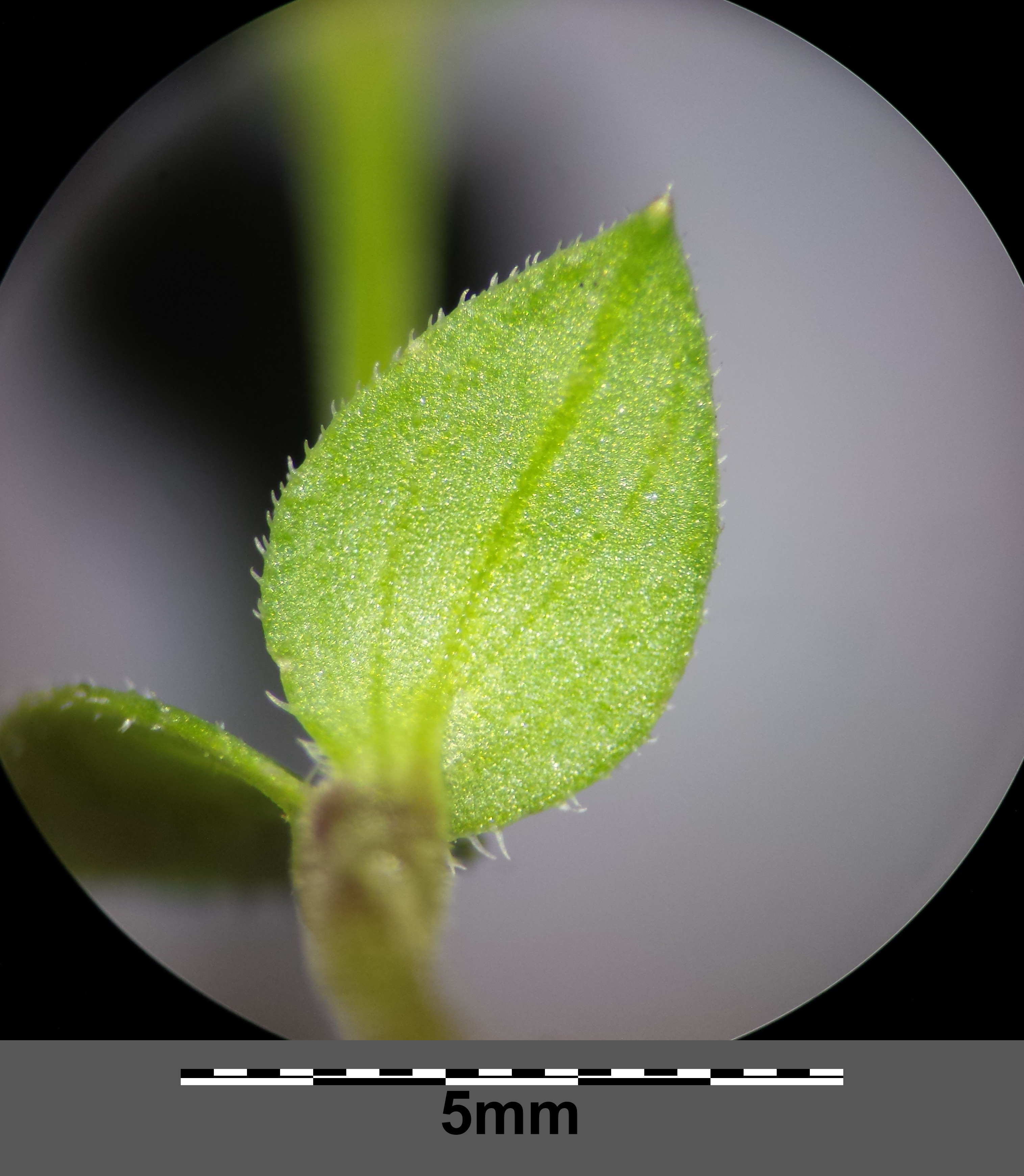
Die Laubblätter sind rundlich bis breitlanzettlich und eiförmig zugespitzt.

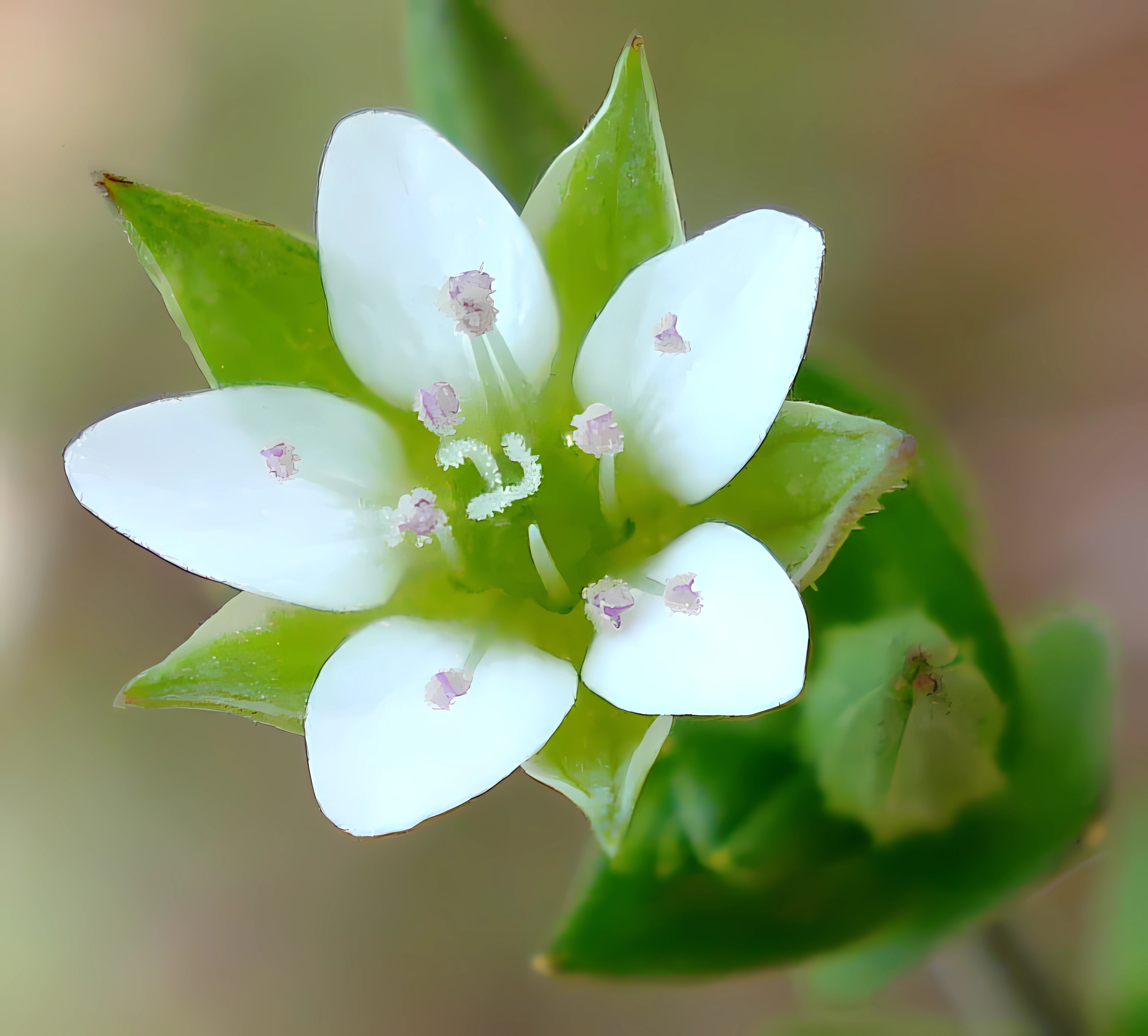
Fünfzählige Blüte

Blüte: die Kronblätter sind ½-¾ so lang wie die Kelchblätter.

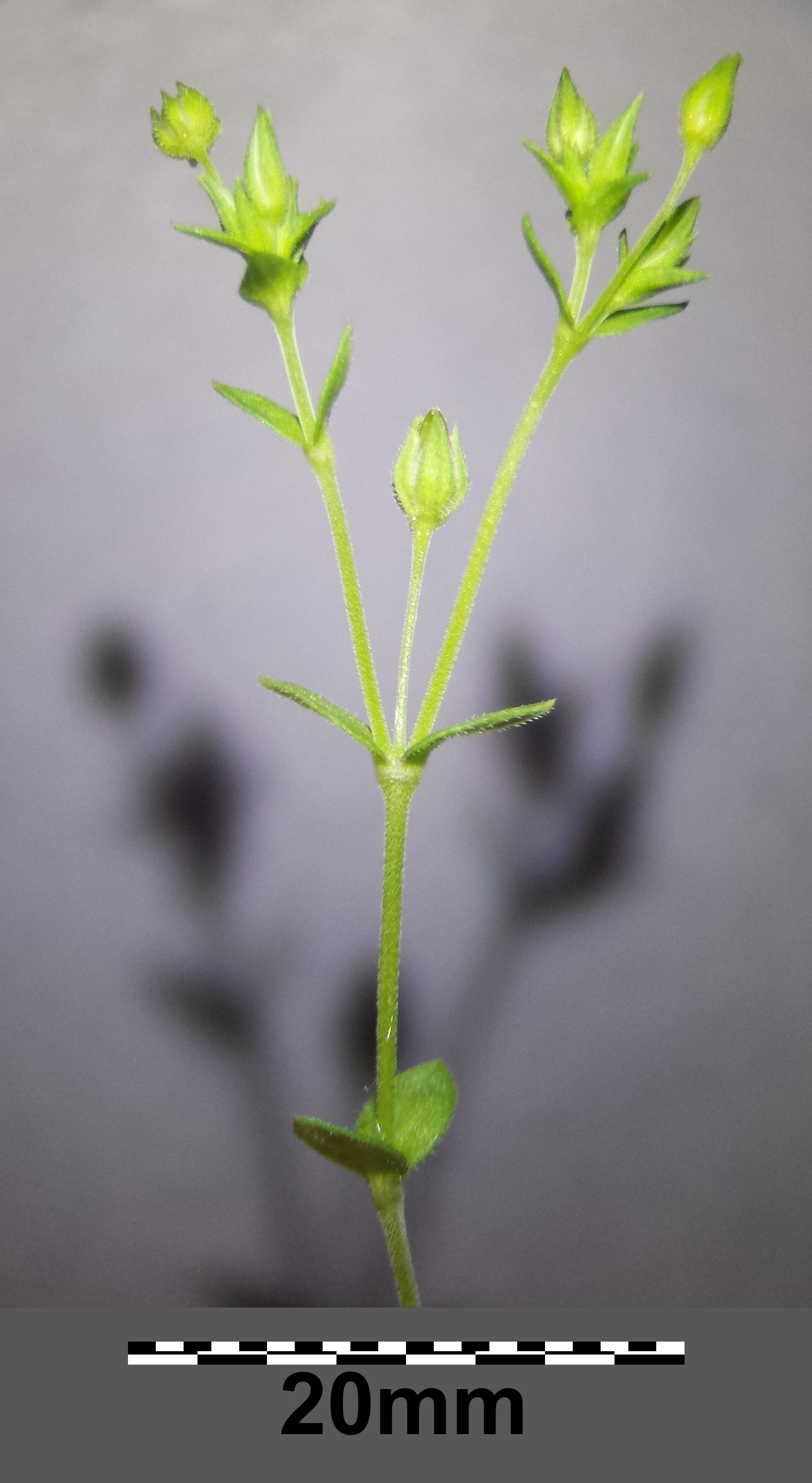
Habitus: Der Blütenstand ist überwiegend dichasial verzweigt.

### Erscheinungsbild und Blatt
Das Quendel-Sandkraut ist eine kleine ein- oder zweijährige krautige Pflanze, die normalerweise Wuchshöhen von etwa 10 bis 15 Zentimeter, manchmal bis zu 30 Zentimeter erreicht. Der meist aufrechte Stängel ist meist vom Grund an stark verzweigt. 
Die gegenständigen Laubblätter sind eiförmig und vorne zugespitzt. Sie sind etwas breiter als bei den meisten Arten der Gattung. Wie die anderen Pflanzenteile sind sie kurz und rau behaart. Die Pflanze hat deshalb oft eine graugrüne Farbe. Die Stängelabschnitte zwischen den Blättern sind deutlich länger als die Blätter, so dass diese entfernt stehen.

### Blütenstand, Blüte und Frucht

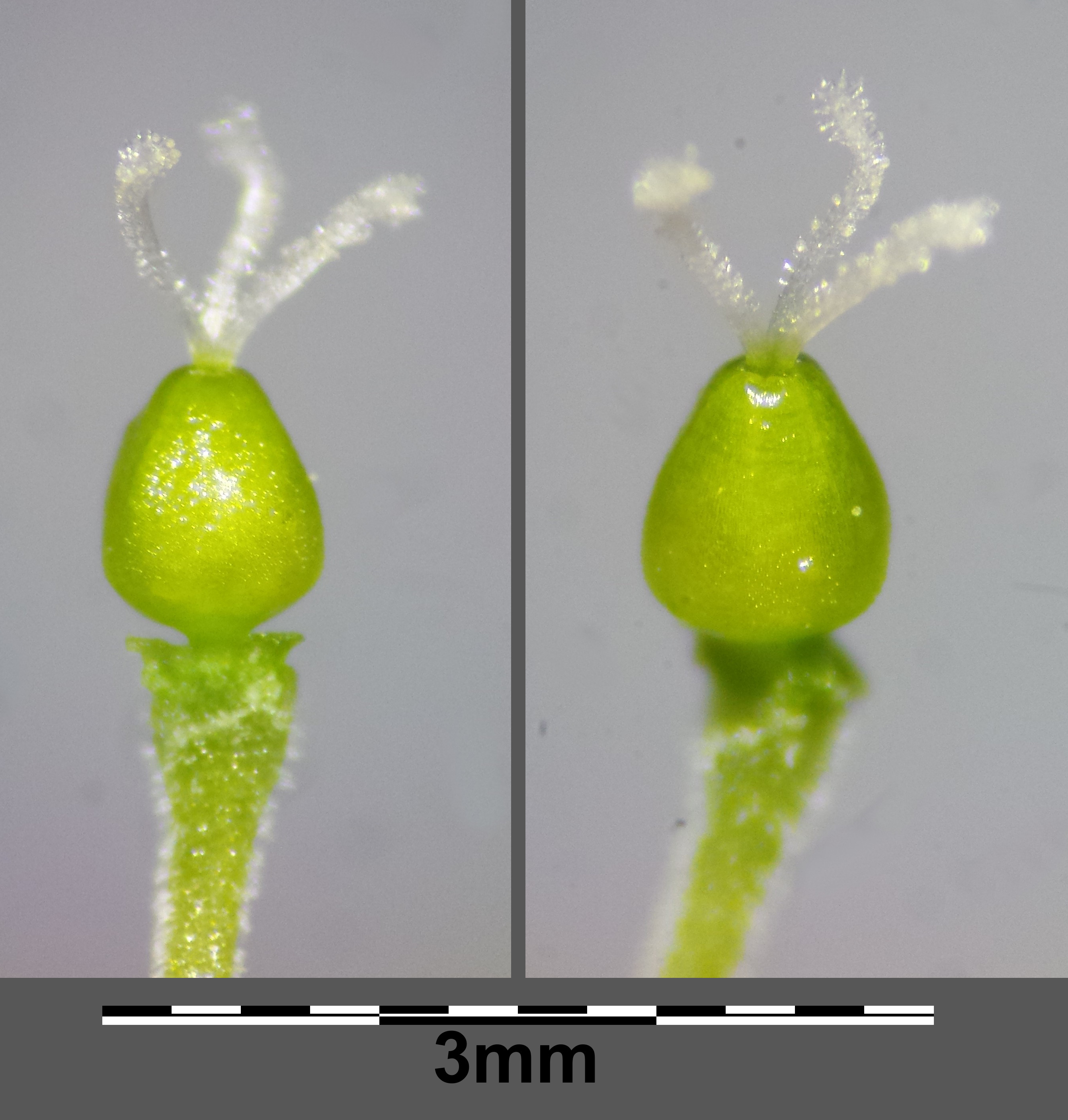
Fruchtknoten mit drei Griffeln

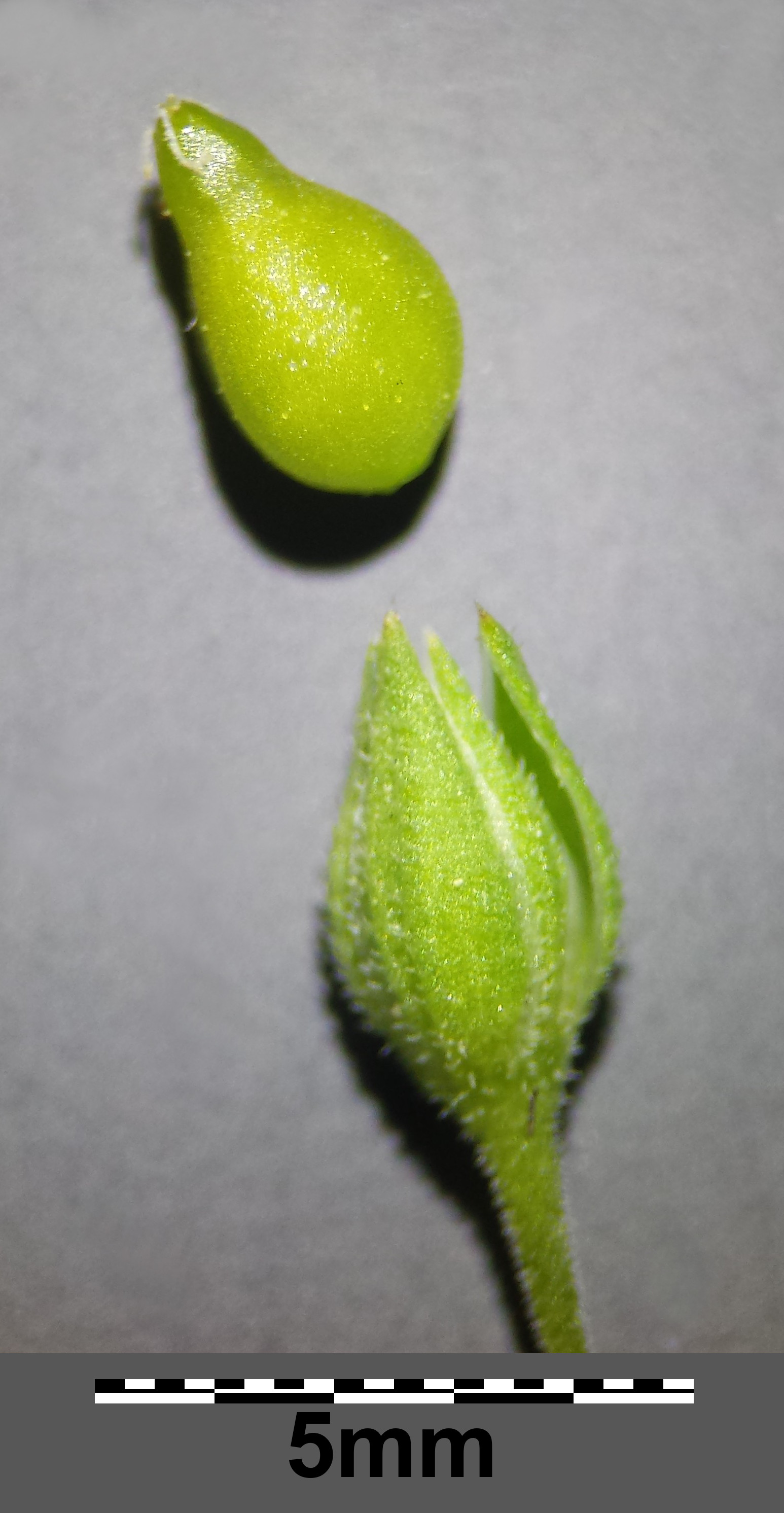
Die Frucht ist rund 1½-mal so lang wie breit.

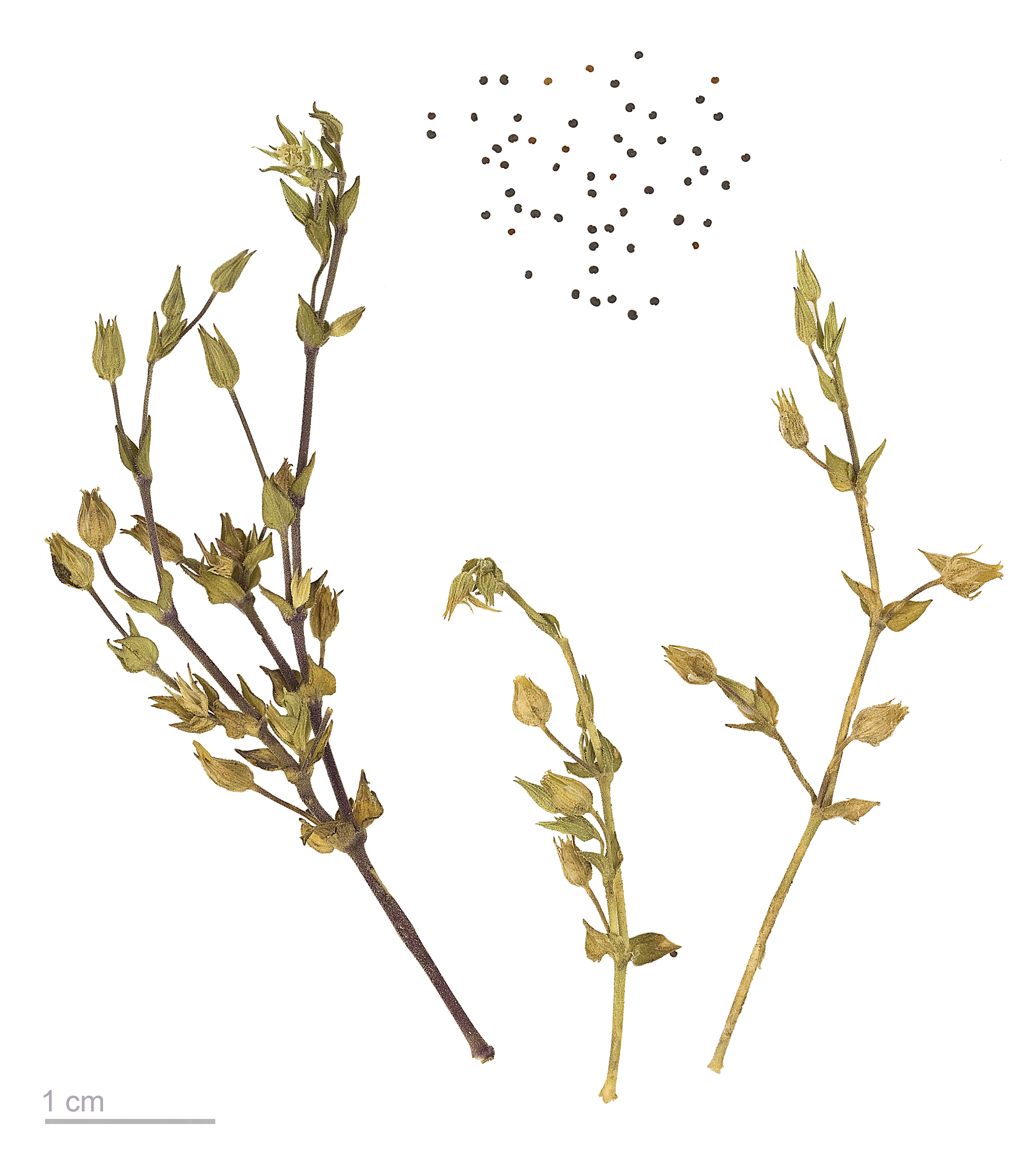
Herbarmaterial

In einem deutlich abgetrennten Blütenstand stehen die kurz gestielten Blüten zu mehreren zusammengefasst. Die Blütezeit reicht von Mai bis September, wobei meist nur wenige Blüten gleichzeitig geöffnet sind. Die relativ kleinen, zwittrigen Blüten sind radiärsymmetrisch und fünfzählig mit doppelter Blütenhülle. Die fünf grünen Kelchblätter sind etwa 3 bis 4 Millimeter lang und haben am Rand einen weißen, häutigen Saum, der etwa halb so breit ist wie der grüne Mittelstreifen. Die fünf weißen Kronblätter sind kürzer als die Kelchblätter, ansonsten aber sehr variabel in der Größe.
Die Kapselfrucht springt mit sechs kurzen Zähnen auf.

### Chromosomenzahl
Die Chromosomenzahl der Art ist 2n = 40.

## Ökologie
Das Quendel-Sandkraut ist eine sommer- oder winterannuelle Pflanze, die meist in Herden wächst.
Die Blüten sind nur bei Sonnenschein geöffnet und sondern Nektar ab. Bestäuber sind Bienenverwandte; daneben kommt auch Selbstbestäubung vor.
Es handelt sich um einen Windstreuer. Die Kapselfrüchte fallen mit ihrem rauhaarigen Kelch auch ab; dann erfolgt Klettausbreitung, Ausbreitung als Regenschwemmling und Menschenausbreitung als Kulturfolger durch Verschleppung mit Ackererde und beim Wegebau.

## Vorkommen
Das Quendel-Sandkraut kommt aus den gemäßigten Breiten Europas, des westlichen Asiens und des nördlichen Afrikas. Es ist inzwischen aber auch in ganz Nordamerika, in Teilen Südamerikas, Australiens und Neuseelands als Neophyt verbreitet.
Man findet es auf Mauern oder an trockenen sandigen Stellen wie Wegrändern, Ackerrändern, in Pflasterritzen oder in lückigen Trockenrasen. In Mitteleuropa ist es überall häufig. Es kommt vor allem in Gesellschaften der Klasse Sedo-Scleranthetea oder in denen lückiger Gesellschaften der Klasse Festuco-Brometea vor. Seltener findet es sich in Gesellschaften der Klassen Secalietea- oder Chenopodietea. Die ökologischen Zeigerwerte nach Landolt et al. 2010 sind in der Schweiz: Feuchtezahl F = 2w (mäßig trocken aber mäßig wechselnd), Lichtzahl L = 4 (hell), Reaktionszahl R = 4 (neutral bis basisch), Temperaturzahl T = 4 (kollin), Nährstoffzahl N = 4 (nährstoffreich), Kontinentalitätszahl K = 4 (subkontinental).
In den Allgäuer Alpen steigt es im Tiroler Teil am Fuß des Hochwieslers bis zu 1820 m Meereshöhe auf. Auf der Fluhalpe ob Zermatt im Kanton Wallis steigt es bis 2610 Meter auf.

## Taxonomie und Systematik
Das Quendel-Sandkraut wurde 1753 von Carl von Linné in Species Plantarum Band 1, Seite 423 als Arenaria serpyllifolia erstbeschrieben. "Serpyllifolia" = "quendelblättrig" heißt die Art, weil die Blätter denen vom Quendel (Thymus serpyllum) ähnlich sind.
Man kann in Mitteleuropa mehrere Unterarten unterscheiden:
- Drüsen-Sandkraut (Arenaria serpyllifolia subsp. glutinosa (Mert. & W.D.J.Koch) Arcang.)
- Arenaria serpyllifolia subsp. serpyllifolia
- Arenaria serpyllifolia subsp. lloydii (Jord.) Bonnier: Sie kommt in den Küstengebieten Belgiens, der Niederlande und Deutschlands vor.[7]

Die Unterart Arenaria serpyllifolia subsp. leptoclados wird heute als eigenständige Art angesehen: Dünnstängeliges Sandkraut (Arenaria leptoclados (Rchb.) Guss.)

## Sonstiges
Quendel-Sandkraut ist nicht verwandt mit Lippenblütlern (Lamiaceae) aus der Gattung der Thymiane (Thymus), von denen einige Arten zuweilen als „Quendel“ bezeichnet werden. Das Sandkraut wird auch als Kleiner Hühnerbiss bezeichnet.